# ヴァポレット

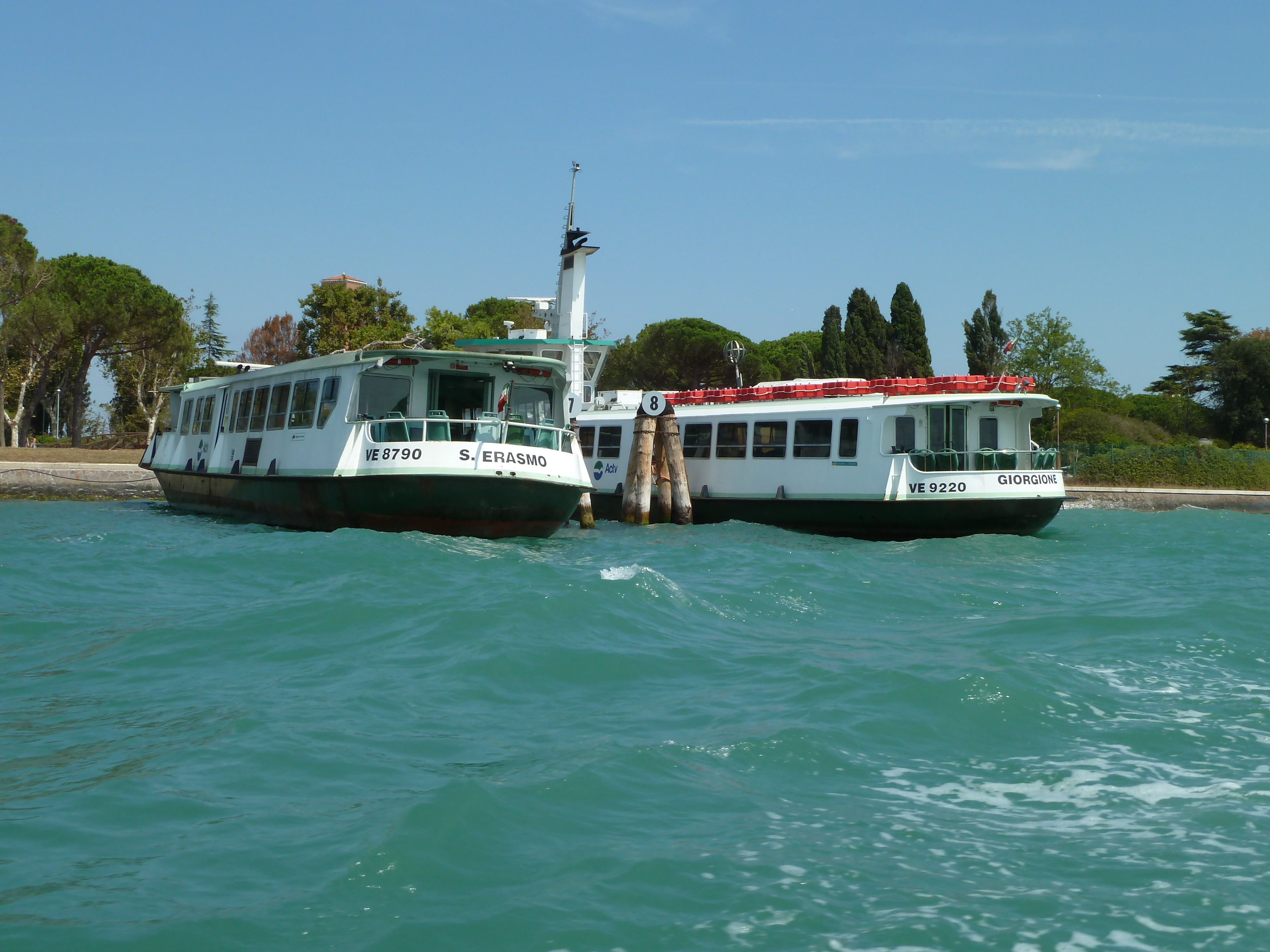
ヴァポレット

ヴァポレット(伊:Vaporetto)は、ヴェネツィアで運航されている水上バスである。元々は小型蒸気船の意味であるが、ディーゼル船に取って代わられた現在もその名を残している。
車両（自転車含む）の通行が不可能なヴェネツィア島における公共の中量輸送機関として、ヴェネツィアの公共交通会社ACTVにより、カナル・グランデを主軸に、
ヴェネツィア島の外周や近辺のムラーノ・リードとの間で運航されている。